# Aleksandras Antipovas
Aleksandras Antipovas (ros. Александр Васильевич Антипов, ur. 9 marca 1955 w miejscowości Bagdonys w rejonie kupiszeckim) – litewski lekkoatleta, długodystansowiec, medalista mistrzostw Europy w 1978. W czasie swojej kariery reprezentował Związek Radziecki. Występował wówczas jako Aleksandr Antipow.
Zdobył brązowy medal w biegu na 10 000 metrów na mistrzostwach Europy w 1978 w Pradze, przegrywając tylko z Marttim Vainio z Finlandii i Venanzio Ortisem z Włoch. Ustanowił wówczas rekord Związku Radzieckiego wynikiem 27:31,50.
Zajął 2. miejsce w biegu na 10 000 metrów w finale pucharu Europy w 1979 w Turynie, a następnie 3. miejsce w tej konkurencji na zawodach pucharu świata w 1979 w Montrealu. Wystąpił w biegu na 10 000 metrów na igrzyskach olimpijskich w 1980 w Moskwie, ale nie ukończył biegu eliminacyjnego.
Startował z powodzeniem w mistrzostwach świata w biegach przełajowych. Zdobył srebrny medal na mistrzostwach w 1978 w Glasgow, przegrywając tylko z Johnem Treacy z Irlandii, a wyprzedzając Karela Lismonta z Belgii, a także brązowy medal na mistrzostwach w 1979 w Limerick, za Treacym i Bronisławem Malinowskim z Polski. Zajął również 20. miejsce w 1977, 6. miejsce w 1980 i 19. miejsce w 1982 (drużynowo Związek Radziecki zdobył brązowe medale w 1977, 1979 i 1982).
Antipovas był mistrzem ZSRR w biegu na 10 000 metrów w 1979 oraz w biegu przełajowym na dystansie 8 kilometrów w latach 1977–1979 i na 14 kilometrów w 1980, a także brązowym medalistą w biegu na 5000 metrów w 1979. W hali był wicemistrzem ZSRR w biegu na 3000 metrów w 1979.
Rekordy życiowe Antipovasa:
- bieg na 3000 metrów – 7:50,20 (30 czerwca 1978, Dortmund)
- bieg na 5000 metrów – 13:17,9 (8 czerwca 1979, Soczi)
- bieg na 10 000 metrów – 27:31,50 (29 sierpnia 1978, Praga)